# Merry (groupe)
Pour les articles homonymes, voir Merry.
Merry (メリー), stylisé MERRY, est un groupe de rock japonais, originaire de Tokyo. Formé en 2001, son style musical, posé dès les premiers maxi-singles, est un mélange de jazz, punk, pop-rock, le tout dans une ambiance parfois cabaret comme dans leur album Peep Show.

## Biographie

### Débuts (2001–2005)
Le groupe Merry est formé en 2001, et comprend Gara au chant, Nero à la batterie, Tetsu à la basse, et Yuu et Kenichi aux guitares. Les cinq se sont rassemblés pour fonder Merry en 2001. C’est l’année suivante, après plusieurs concerts, qu’ils sortent leur premier maxi-single : Haikarasan ga tooru. S'ensuivent deux autres maxi-singles.
En 2002 et 2003, le groupe prend de l’envergure. En 2002 sort le maxi-single Koseiha Blend et en 2003 leur premier album, Gendai Stoic. Un grand succès qui devra bénéficier d'un deuxième pressage. Gendai Stoic, publié par le label Fullface Records, se vend à plus de 10 000 exemplaires le jour de sa sortie. En juin 2003, Merry ouvre pour Sadd au Zepp Tokyo, et publie en août une troisième presse de Haikarasan ga tooru intitulée Haikarasan ga Toorisugita Ato.... Le même mois, le groupe commence à tourner son clip promotionnel de la chanson Violet Harenchi, publiée sur DVD limité au Shibuya Koukaidou le 29 août 2003. Ils commencent l'année 2004 avec deux maxi-singles qui seront les seuls de cette année : Japanese Modernist / R-246 et Tamerai shuffle / TOP. Ces deux singles leur permettent de passer chez une major en avril 2005 : Ils sortent leur nouvel album chez Victor Entertainment : nu chemical rhetoric. Ils font aussi un adieu à leur carrière indépendante avec une compilation de leurs meilleurs morceaux. 

### Nu Chemical Rhetoric(2006–2010)
Leur nouvel album Nu Chemical Rhetoric est sorti en Europe chez Gan-Shin le 28 mars 2006. Peep Show est sorti le 31 octobre 2006. Le 7 novembre 2007 sort l'album M.E.R.R.Y. Le 25 février 2009 sort Under-World. Leur troisième single en 2010, Yakou, est publié le 1er décembre. 
Merry participera à deux albums-hommages prévus les 10 novembre et 1er décembre 2010. Le premier étant Pierrot to Suika to Yayauke Rider Subete wa World Peace no Tame ni – Saikyo Senshi-tachi ga Koko ni Shuketsu - qui est un hommage à Atsushi Inoue, du groupe de punk rock New Rote'ka. Le second s'intitule Romantist – The Stalin, Michiro Endo Tribute Album - qui est un album hommage au 60 ans du chanteur du groupe The Stalin, Michiro Endo. Merry reprend la chanson Schwein no Isu de Dir en grey pour la compilation Crush! -90's V-Rock Best Hit Cover Songs-, publiée le 26 janvier 2011 et fait aussi participer d'autres groupes visual kei.

### Beautiful Freaks(2001–2013)
Le 27 juillet 2011, le groupe sort un nouvel album intitulé Beautiful Freaks. Ils reprennent la chanson Aku no Hana de Buck-Tick pour la compilation Parade II -Respective Tracks of Buck-Tick-, publiée le 4 juillet 2012.

### NOnsenSe MARkeT(depuis 2014)
Le 24 décembre 2014, Merry publie l'album NOnsenSe MARkeT qui marque le retour du groupe japonais sur le continent européen. Pour la première fois de son histoire dans le groupe, Gara écrira les paroles avant d'écrire la musique. Comme l'indique le titre, le concept de l'album se base sur les critiques portées sur le Japon et les sociétés contemporaines. Gara discutera même politique avec la journaliste française Mandah Frénot lors d'un entretien pour le magazine VerdamMnis.
Le groupe tourne au Japon durant toute l'année 2015 et lance en novembre la première édition de son festival, le Lamb Fest aux côtés de MUCC, lynch. et LIPHLICH entre autres. Cet événement était pour le groupe l'occasion de fêter ses 14 ans de carrière. Merry avait joué pour la première fois sur scène le 7 novembre 2001, et se sont produits le 7 novembre 2015 à Kyoto. Merry annonce leur retour en Europe en 2016, soit 10 ans après leur premier passage. Cette tournée est programmée à la suite de l'interview pour VerdamMnis faite en octobre et novembre 2015.

## Discographie

### Compilations
- 2009 : Identity (アンダーワールド?)

### Live
- 2009 : TOUR09 under-world [GI･GO]

### Singles
- 2002 : Haikarasan ga tooru (gold/silver/bronze versions)
- 2002 : Haikarasan ga tooru. 2nd press ni ano meikyoku tsuika
- 2002 : Koseiha blend ~Junjou jounetsu:hen~
- 2002 : Koseiha blend ~Tasogare:hen~
- 2002 : Untitled single (livehouse limited)
- 2003 : Haikarasan ga toorisugita ato...
- 2003 : Japanese modernist / R:246 (livehouse limited version)
- 2004 : Japanese modernist / R:246
- 2004 : New standard Rennaissance (tour limited)
- 2004 : Tamerai shuffle / T.O.P
- 2004 : Tamerai shuffle / T.O.P (livehouse limited version)
- 2005 : Sakashima end roll ~phantom of the gallery~ (DualDisc)
- 2006 : Calling
- 2006 : Ringo to uso
- 2006 : Sayonara rain
- 2007 : Blind Romance / Saihate no Parade
- 2009 : Burst EP
- 2010 : Crisis Moment
- 2010 : The Cry Against… / Monochrome
- 2010 : Yakou
- 2011 : Hameln

### DVD
- 2003 : Violet Harenchi ~030829 Limited Édition~ (PV)
- 2005 : Nu Chemical Rhetoric First Press (PV et making-of)
- 2005 : Sakashima End Roll ~Phantom of the Gallery~ (DualDisc) (concerts, PV et documents)
- 2005 : Sci-Fi Nu Chemical Rhetoric ~First Cut~ (concert)
- 2006 : Last Indies Tour documents DVD ~Part 1 of 2~ "Shambara to the Core ～Act 1～"
- 2006 : Last Indies Tour documents DVD ~Part 2 of 2~ "Shambara to the Core～Act 2～"
- 2006 : Many Merry Days #1 - Peep Show (concerts et documents)
- 2006 : Peep Show First Press (PV et making-of)

### MD
- Octobre 2001 — Untitled MD

### Livres
- Octobre 2005 — Official history book, vol. 2 "Haikara kaitai shinsho ~gekan~" (avec DVD)
- Juin 2005 — Official history book, vol. 1 "Haikara kaitai shinsho ~joukan~" (avec CD)